# Tunel Plasina
Tunel Plasina je dálniční tunel v Chorvatsku. Je součástí dálnice A1. S délkou 2 300 m je třetím nejdelším tunelem na dálnici A1 a šestým nejdelším tunelem v Chorvatsku. Nachází se spolu s tunely Grič, Brezik a Medina Gora mezi exity 11 (Kompolje / Otočac) a 12 (Perušić). Blízko tunelu Plasina je sídlo Čovići a řeka Gacka.

## Výstavba
Oba tubusy tunelu jsou dlouhé 2 300 m a byly dokončeny současně. Severní portál tunelu se nachází ve výšce 532 m n. m., zatímco jižní portál je ve výšce 547 m n. m. Tunel byl proražen v lednu 2004. V roce 2006 byl tunel Plasina označen Evropským programem pro posuzování tunelů (EuroTAP) jako třetí nejbezpečnější tunel v Evropě.

## Provoz
Tunelem průměrně projede 11 856 vozidel za den, v létě až 28 953, a to vzhledem k tomu, že v létě velké množství turistů cestuje přes tunel do přímořských letovisek v jižním Chorvatsku.